# 静岡県道131号古奈伊豆長岡停車場線
静岡県道131号古奈伊豆長岡停車場線（しずおかけんどう131ごう こないずながおかていしゃじょうせん）は、静岡県伊豆の国市内を通る一般県道である。

## 概要

### 路線データ
- 起点：静岡県伊豆の国市古奈（静岡県道129号韮山伊豆長岡修善寺線交点）
- 終点：伊豆長岡停車場（伊豆の国市南條）
- 実延長：1,102m[1]

## 沿革
- 1960年（昭和35年）4月1日 - 認定[2]

## 地理

### 通過する自治体
- 静岡県伊豆の国市

### 接続する道路
- 静岡県道129号韮山伊豆長岡修善寺線（起点：古奈交差点）
- 国道136号（下田街道）（南條交差点）
- 伊豆の国市道（終点：伊豆の国市南條、「伊豆長岡駅」前）

### 周辺
- 伊豆中央道 伊豆長岡インターチェンジ
- 伊豆箱根鉄道駿豆線 伊豆長岡駅
- 順天堂大学医学部附属静岡病院
- 伊豆の国市役所 伊豆長岡庁舎（本庁）
- 伊豆の国市立長岡南小学校
- 伊豆の国市立韮山南小学校
- 伊豆長岡駅前郵便局
- 伊豆長岡公園
- 狩野川
- 古奈温泉
- マックスバリュ 伊豆長岡店